# Art Basel Miami Beach
Die Art Basel Miami Beach ist eine Schwesterveranstaltung der Art Basel in Miami Beach, Florida. Die erste Durchführung war für das Jahr 2001 geplant, wurde aber um ein Jahr auf Dezember 2002 verschoben. Seitdem findet die Kunstmesse jährlich Anfang Dezember statt. Veranstalter ist die MCH Messe Schweiz (Basel) AG. Die Anzahl der Galerien ist auf 200 beschränkt, diese werden jedes Jahr neu nach einem Auswahlverfahren ausgesucht.
Der Hauptveranstaltungsort ist das Miami Beach Convention Center.